# 風のシルフィード
『風のシルフィード』（かぜのシルフィード）は、本島幸久による競馬を題材にした日本の漫画作品。『週刊少年マガジン』（講談社）にて1989年から1993年まで連載。単行本は全23巻、愛蔵版・文庫版は全13巻。本島の代表作の一つであり、競馬漫画のパイオニアと評されている。
ここでは連載中に構想し、終了から2年後に掲載された番外編、『俺たちのGⅠ(グレードワン)－小鉄と駆の大冒険－』についても記載する。

## 概要
主人公の騎手森川駿と競走馬シルフィードの友情、またライバルたちとの戦いを描いた競馬漫画。続編として『蒼き神話マルス』がある。
本作品の製作には日本中央競馬会 (JRA) とラフィアン・ターフマンクラブ（共同馬主組合であるサラブレッドクラブ・ラフィアンの中央競馬における馬主登録名）の協力を得ており、クレジットが明記されている。
この作品の特有とも言える、人馬ともに母（森川 弓子、サザンウィンド、マルセルの母）が死亡するという設定は、作者が『ペリーヌ物語』に感銘を受けたためであり、当作品に登場する「マルセル」（少年）、「バロン」「パリカール」「テオドール」（以上、競走馬）らの名も同作品の登場キャラクターである。
※以下、馬齢については、連載時に合わせ旧表記とする。

## ストーリー
小さな牧場で母馬の命と引き換えに生まれたシルフィード。生まれつき足に故障があるという競走馬として致命的なハンディを乗り越え、森川駿とともにその奇跡の末脚でデビュー以来次々と勝ち進んでいく。
やがてシルフィードと駿の前に、3億円の名馬マキシマムと天才騎手夕貴潤、死神の異名を持つヒヌマボークなど多くのライバルが立ちはだかる。そしてシルフィードと駿は、日本国内のライバルたちとの激戦を経て、国外へと飛び出し最高峰レース「凱旋門賞」へと挑む。

## 登場人物

### 騎手
森川 駿（もりかわ はやお）
この作品の主人公。2月10日生まれ。千葉県の森川牧場の一人息子である。シルフィードと同様に、母は彼を生んで間もなく死亡している。
薬殺処分されかかっていたシルフィードを助け、自ら育てることとなる。明生学園中学校卒業。千葉県の名門、千葉県立第一高等学校に3番の成績で合格するほど成績は良かったが、シルフィードとともに闘うため騎手の道へ進んだ。
シルフィードのデビューの翌年に騎手としてデビューしたが、当初はデビューから4戦連続で2着と「勝ちきれない」と批判されていた。また、減量に苦労していた時期もあったが、夕貴が過酷な減量に立ち向かっているのを見て、自身の甘さを悟り目を覚ました。
4歳になったシルフィードとともに大レースで闘っていく。皐月賞は、駿が勝利数不足で（連載当時、クラシック五大競走には平地・障害で通算40勝以上しないと騎乗できなかった。現在は、30勝以上で全てのGIレースに出場できる）規則により騎乗できないため谷村が手綱を取る。日本ダービー出走の時点でも勝利数は足りなかったが、特例として出場することができた。
シルフィードとともにレースを繰り返す中で本人も大きく成長し、デビュー3年目にしてリーディングジョッキーの座を窺うまでになる。しかしシルフィードの死にショックを受け、一時は騎手を辞めてしまう。しばらく茫然自失としていたが、予定外の双子の出産となったことで急遽森川牧場が引き取ることとなったシルフィードの息子・シルフィードJr.との出会いで気力を取り戻し、彼のデビューと共に現役復帰を遂げた。
基本的には馬への愛情に溢れ、シルフィードを誰よりも大切にする。作中では現実の騎手では考えられないほど、シルフィードへつきっきりな描写がされている。しかし時には勝利に目がくらんでシルフィードに無理をさせてしまうこともある。騎乗時は騎乗馬の性質に合わせてどんな脚質でもある程度柔軟に対応ができる。ただ、主戦のシルフィードが追込み脚質により、追込み以外の経験が不足している。観察力にも優れ、一見ただの暴れん坊でしかないキュータの独特の才能のいくつかに最初に気付くのも決まって駿である。温和な性格だが馬への愛情を欠く人間には厳しく、神崎がハリーフラッシュに対して無茶なムチ打ちをした挙句負けをハリーフラッシュの性能のせいにした際には怒りの形相で「君は馬に乗る人間じゃない」と切り捨てた。また、シルフィードにトラックで衝突して事故死させたドライバーを、不慮の事故と事情を知るまで殺さんばかりの勢いで殴打した。
夕貴 潤（ゆうき じゅん）
駿の2年前にデビューし、競馬界に旋風を巻き起こした天才騎手。騎手生活4年目にして200勝を達成。マキシマムの主戦騎手。いかなる展開であろうと全くペースを乱さない正確無比な体内時計を持つ。毎年海外遠征にも出かけており語学も堪能。
赤ん坊の時孤児院の前に捨てられた孤児で、孤児院の園長によって潤と名付けられる。その生い立ちから仮に騎手を辞めても帰るところが無く、それこそが勝つことへの執念を燃え上がらせる原動力ともなっている。勝つためには調教助手への土下座すらいとわない。度重なる減量で胃が縮小している。
性格は基本的に孤高であり、他人を信頼することが少ない。競馬学校では唯一、先輩である藍田拓人に心を許していたが、行き違いにより音信不通となる。その行き違いは夕貴に他人を信じることを再び忘れさせてしまったが、スランプを乗り越えるきっかけとなった。このスランプを乗り越えるきっかけとなったレースの依頼者が岡であり、そこで岡に才能を認められて専属騎手になった。
マキシマムを単なる主戦馬以上の大切な存在として見ており、有馬記念の際に勝負に目がくらんで無茶な状況で鞭を打ったことで骨折させてしまった時には、直後に大観衆の中で人目を憚らず号泣していた。マキシマムを骨折させた償いとして、マキシマムの再起の際はまた自分が騎乗して活躍させたいと岡に願ったが、岡の意向によりマキシマムが引退すると、岡にはマキシマムの子供が競走馬になった時に乗ってほしいと頼まれた。
駿と出会った当時はひねくれた嫌みな性格で、先輩の谷村のことも二流風情と見下し、葵にもすれ違いざまに「お前じゃ相手にならん」と厭味ったらしくなじっていく等していたが、後に駿とシルフィードをライバルと認め、更にはマキシマムの骨折と回復によって人間としても成長する。また、駿が意気消沈している時や駿に勝利への執念に乏しいと感じた時の叱り役にもなっている。シルフィードの引退後もリーディングジョッキーを争う相手として認めている。圭吾の事も有馬記念の頃は一度もレースに出たこと無い新人騎手と見下していたが、弟子入りに来た圭吾に中山記念で二つのハンデを付ける試練を課し、自分のレースを自ら研究してアメリカン・スタイルを身につけて勝利して見せた圭吾の実力を認めるに至った。後に生産者となった藍田拓人と再会し、和解する。
島村 圭吾
駿の競馬学校の同期生で親友。気が弱く、初めの頃は馬に満足に乗れなかった。
デビュー年は障害競走で5勝を挙げるものの有馬記念直前まで平地競走では未勝利であった。
有馬記念の前日に氷沼蒼人からヒヌマボークへの騎乗を依頼され 優勝。平地での初勝利が“GIレース初騎乗での勝利”となる。その後ヒヌマボークの主戦騎手となる。
当初は馬に頼り切った走りのみだったが、有馬記念を制覇して以降は駆け引きも駆使した走りをする様になる。また、天皇賞でヒヌマボークに負担をかけない為に高等技術である「アメリカン・スタイル」の騎乗法を1週間でマスターするなど騎手としての素質は高い。
ヒヌマボークに騎乗するまでは自分の実力を卑下していたが、サンアドニスでキュータと駿に敗北してからは見違えるように自信をつけ、天皇賞で駿に負けた時は駿との戦いに満足しつつも駿からの握手を振り払うほどに悔しがるなど、騎手としてのプライドも成長した。
実家は漁師で、競馬界入り前は貧しい家庭で家族4人で六畳一間に身を寄せて暮らしていた。弟（悠太）が一人いる。
谷村 建太郎（たにむら けんたろう）
菊地厩舎での駿の先輩騎手。実家は八百屋。
デビュー前のシルフィードとの(ほぼレース形式の)合わせ馬で自身が騎乗するバロンに思わず鞭をふるうほどに競り合ってしまったのを機に、夕貴潤の騎手としての才能を教える等、駿の良き理解者となる。駿が見習い騎手の頃はシルフィードの主戦騎手を務める。
父を早くに亡くし、母を助ける為に騎手となったが、馬と全く関係ない環境で育った事から当初は満足に馬に乗る事は出来ず、それ以上に高身長故に減量に苦労していた。
デビューから10年間で199勝しており、わずか4年間で同じく199勝している夕貴が騎乗するマキシマムと200勝をかけて皐月賞で対決。途中でバランスを崩して落馬しかけながらもシルフィードにしがみついてゴール。1着でゴールしたと思われたが、判定からゴール寸前で落馬と判断され、失格。
復帰後はスランプに陥り、一時は引退を考えていたが、駿の依頼を受けて菊花賞トライアルでシルフィードに騎乗。スランプからシルフィードとの呼吸が合わず、一時は大幅に順位を落としていたが、シルフィードの奮起により200勝を達成する。
後に妙子と結婚、一子をもうける。
宇南 正洋（うなみ まさひろ）
カザマゴールドをはじめとする風間社長の持ち馬に多く乗る。「逃げの天才」と呼ばれる。葵からは「マムシの宇南」とも呼ばれていた。シルフィードに顔ムチを浴びせるなど卑怯な手を使うことが多いが、有馬記念の頃にはその実力を認めてシルフィードに道を譲った。「すげぇレースはしてみてぇし見てみてぇ」という台詞にも表れているように、彼もまた一流の騎手である。天皇賞・春では再び風間の逆恨みに乗ってシルフィードの妨害に走るが、それも馬主の意向だけで勝てる見込みもないレースに出させられたカザマゴールドに見せ場の一つも作ってやりたいという彼なりの思いからである。
ダージリン・ダニアン
通称D・D（ディー・ディー）。反則した騎手を殴り倒すこともある、気性の荒い女性騎手。鍛えられた背筋は男性騎手に引けを取らない隆々たるもの。ラシューバの主戦騎手。渡欧直後、落ち着きを失っていた駿をおどおどした男として反発するが、シルフィードとコンビを組んだ後の駿を見て見直す。また、凱旋門賞前の（レース形式の）併せ馬でラシューバに重症を負わせたザンジヴァルに逆上して襲い掛かろうとしてザンジヴァルの攻撃からかばわれたり、サラディンを説得してラシューバを凱旋門賞に出走させてくれたことで駿に本格的に好意を持ったのか、レース中に礼を言いながら後を託したり、レース後に笑顔でアピールしたりしている。
レクター＝アボット
イギリス競馬界の頂点に立ち、「サー」の称号を受けた世界を代表する超一流の王室騎手。
凱旋門賞に何度か出走した事があるものの、一度も制覇したことがない。
かつて一人息子のルークがいたが、前年度の凱旋門賞で親子対決する直前に事故で他界。ある意味では自分が死に追いやってしまったルークの為に、今回の凱旋門賞で最悪の評判であったカルバンの持ち馬であり、やはり最悪の評判であったザンジヴァルに騎乗する。
動物愛護精神を持つことからレース中は見せ鞭以外に鞭を打たない、後ろを振り向かないという独自のプライドと自信を持っており、併走する中継車で駿の長い手綱を使った逃げのトリックを早々に見破り、飛びたつ鳥から左耳を伏せたシルフィードの行動から左目が見えない事も見抜く等、その実力は超一流の王室騎手の名に恥じない。また、左側から抜かれる事を防ぐために最内をわざと開けた駿に対してそれを捨ててまで外から抜いて脱落を図る等、勝つための戦略も合理的に徹する。
勝つための秘訣として馬との信頼関係をじっくり築く事としており、自分の馬は当歳のころから接するようにしている。その為、暴れるザンジヴァルも指先一点だけに集中させることで一瞬でなだめてみせ、レース後には本当は虐待された事で臆病な性格故にすぐに人に噛みついていた事にも気づいた。
凱旋門賞後もザンジヴァルでジャパンカップに出走するために来日した。
ルークを自分の後継ぎとすべく幼い頃から息子に厳しく指導し、ルークの家出後には彼を突き放す発言を繰り返していたが、実際のところは息子を愛していた。その為か、同じ年頃の駿に19歳で世を去ったルークの面影を重ねる。
モデルはレスター・ピゴット。
柴岡 政雄（しばおか まさお）
ユメノタローの主戦騎手。当初は駿を甘いと見下していたが、ユメノタローの好成績を見て見直し、ユメノタローの事も気に入って以後主戦騎手となった。また、同レース中に駿にアドバイスしてくれるようになる。名前は当時の関東の2大騎手、岡部幸雄、柴田政人から。
柳川（やながわ）
障害の名人。駿の落馬恐怖症を克服するきっかけを作る。気さくな性格で偉ぶった様子はないがおだてに弱く、島村圭吾に名人とおだてられ弟子にする。
シルフィードの日本ダービー出走前には、自身が騎乗できない駿におだてられ、一度は騎乗を引き受けるが、調教で騎乗した際にシルフィードの駿に乗ってほしいという意思を見抜き騎乗を辞退、駿が騎乗できる方法を探した方がいいと忠告する。有馬記念では騎乗馬がなかったが、それまでのいきさつから圭吾とヒヌマボークを応援する。
河北（かわきた）
関西を主戦場とする騎手。菊花賞を3回制覇し「菊の鬼」の異名を持つ。内取りの騎乗を得意とする。勝つための手段には貪欲でスパイ行為やレース中のブラフも辞さないが、宇南のような反則まではしない。モデルは河内洋。
葵 兵馬（あおい ひょうま）
関西の若手ナンバーワン騎手。関西の有力調教師を父に持つ。他人の乗り馬でも気に入ったらば父の力で強引に横取りしてしまうボンボンだが、河北の編み出した京都の内取りの技を河北よりも早く編み出す等実力は一流。小蒼竜（シャオツァンロン）の主戦騎手。有馬記念ではマキシマムに菊花賞で負けた恨みを晴らそうとしたが、全く敵わなかった為、同じく負けて恨みを持っていたがそれ故にその力をよく知るシルフィードに道を譲った。
ジャパンカップの頃には駿とシルフィードには真っ当なライバル意識を持っていたようで、一方的に引退宣言をして理由も説明しない駿に激昂して殴りかかりに行っている。しかし、後日理由を教えられるとシャオツァンロンに乗って二人を見送りに来て、涙をこらえていた。
吉原 泰人（よしはら やすと）
現役最高齢の騎手。若い頃は「剛腕」でならしたが、歳を重ねるとともに体力の衰えをテクニックでカバーし、レースを作ることを得意とするようになった。別名「魔術師」。ファンもそれなりについているが、騎手生活の長さに反してG1の勝鞍はなく、息が長いだけの2流騎手人生と揶揄する心無い者もいる。その体力の衰えにも限界を感じ、天皇賞（春）で有終の美を飾る事を決意する。
そして天皇賞（春）であと一歩まで迫ったものの3着に敗れ、それを最後に35年の騎手生活を終え現役を引退。その際、駿の「勝った"騎手"は吉原さんでしたよ」という気遣いによりウィナーズサークルで引退のあいさつをさせてもらった。
モデルは当時のベテラン騎手、郷原洋行、吉永正人、菅原泰夫。
家族は妻と娘（菜美）。
浜野 幹也（はまの みきや）
騎手としてデビューしたが、家は全然競馬とは関係ない食堂をやっていたこと、有力調教師を父に持つ同期の神崎の根回しの影響から、デビューから3ヶ月騎乗依頼が無かった。それを見かねた駿と神崎の圧力に屈しなかった菊地の協力により札幌記念でバロンの引退レースに騎乗し1着となる。浜野にとっては初騎乗が初重賞勝利となった。厩務員の仕事も積極的に手伝うため、神崎とは逆に厩務員からの評判も高い。馬からも好かれるため、バロン自ら乗ってほしいとせがまれた。また、このおかげで誰にも気づかれなかったバロンの最大の長所を見抜いた。
神崎 明（かんざき あきら）
有力調教師を父親に持つ新人騎手、1年目の6月2週の時点で同期ではトップとなる13勝している。現場を親の圧力で支配する形で有力馬に次々と騎乗していたが、関係者によると強い馬に鞭を振るうしか能がないようであり、内心現場からは評価されていなかった。同期の浜野に親の圧力をちらつかせ騎乗馬を奪うなどしていたが、札幌記念でハリーフラッシュに騎乗して2着になった際（1着はバロン）負けをハリーフラッシュのせいにして担当厩務員に八つ当たりしてしまったため、多くの厩務員を敵に回してしまう。
サム＝オートン
リュミエールの主戦騎手。強引な内コースへの割込みを行う等荒っぽい騎乗で「荒くれ」と呼ばれる。リュミエールに血が噴き出すほどの鞭打ちで無謀な追い込みをさせて脚を折り、骨折の痛みで暴れるリュミエールに匙を投げてその場を逃げた。その後、カルバンに見捨てられ、ザンジヴァルの拘束具を外して強引に乗ろうとするが跳ね飛ばされ、血まみれになって失神した。

### 馬主
岡 恭一郎（おか きょういちろう）
人呼んで「馬を見る天才」。
アメリカで馬の育成を学ぶべく渡米。多くの牧場を下働きとして廻る。カルバン牧場にてジェフ＝カルバン、ルーサーと出会う。カルバンとは因縁を残す。ルーサーと共にラビアンローズ(モデルは夭逝した名馬ラフィアン)を見出すもルーサーは病没、目をけがした岡は手術の後帰国。
父の残した岡牧場を継ぎ、牧場主となる。荒れ果てた牧場で自暴自棄の生活を送るが、レッドキッドによって立ち直り、牧場を日本一の「オカ・ビッグ・ファーム」へと育てる。しかし、まだ馬の扱いが未熟で知らず知らずのうちに酷使してしまったことが仇となり、日本ダービーを目前にレッドキッドは急逝してしまう。
当初は馬に愛情を注ぐことの必要性を否定し、シルフィードを見込みの無い馬と見做していたが、駿と接するうちにその考えが変わっていった。
マキシマムによる、日本ダービー制覇の後、世界制覇を目指すが、同馬の骨折・引退により頓挫してしまう。その後、駿や菊地に世界への夢を託し、最大の協力者となる。
シルフィードの引退後の動向にも期待をかけ、急な引退で種付け希望者が現れない中、ただ一人シズカを相手として提供している。
シルフィードの急逝後、双子のうち芦毛の1頭（シルフィードJr.）を森川牧場に譲り、駿の再起を促した。
モデルは実際に「馬を見る天才」と呼ばれる岡田繁幸。
森川 修一郎（もりかわ しゅういちろう）
駿の父。森川牧場社長。森川牧場は修一郎の先代の時には馬を100頭近く有し、重賞に出る馬も輩出していたが、駿の生まれる前に流行風邪で多くの馬を失い、持ち馬10頭程度の小牧場に転落する。
出産直後のシルフィードの脚を見て薬殺しようとするが、駿に心を動かされ中止する。駿には厳しくあたるが実は子煩悩。頑固な一面を持ち、1億円近い借金があり、牧場そのものの売却も視野に入るなか、シルフィードの賞金には一度も手をつけなかった。一方で森川牧場で初めて出た超一流馬であるシルフィードへの期待も大きく、いずれ引退して戻ってくるシルフィードの為に特別に馬房を用意したり、菊池相手に繁殖相手の写真を喜々として見せたりしている（菊池曰く、息子の嫁を探す父親の顔）。シルフィードに対しては期待や愛情も然ることながら、シルフィードの才能を見抜けずに殺処分しようとしたことに対する後ろめたさもあったようで、それが自身の牧場主・馬主としての方針に影響を与えている。物語の途中で心臓が悪化し、この様子を見た駿は修一郎を慮って「父ちゃんが元気な内にシルフィードを父ちゃんの元に帰したい」と考えるようになった。
シルフィードの急逝後、（シズカの出産前に）岡からシルフィードの遺児を譲り渡す申し出を受けた際も丁重に断わるなど筋目を通す性格。結果的には、シルフィード産駒が双子だったために、姉馬を岡が、弟馬（シルフィードJr.）を森川牧場で育てることで合意した。
風間 新治（かざま しんじ）
風間不動産社長。馬に目がなく、大金をつぎ込んで良血馬を買いあさる一方、馬の体のことを理解せず自分の出したいレースに無理に出走させて故障馬を出すなど、関係者からの評価は高くない。セリ市の際、最低入札価格の500万円でも応札のないシルフィードに、「誰も買わないなら30万円で買ってやる」との暴言。これ以後しばらくシルフィードは「30万円の馬」と呼ばれた。
シルフィードを目の敵にしており、シルフィードを潰すためだけに馬を出走させるなど数々の嫌がらせを行う。常に周りに美女を侍らせ大笑いしている。森川牧場や駿のことは露骨に貧乏呼ばわりし、駿を「貧乏で高校にも行かせてもらえない」と揶揄し、森川牧場のことも「1億円で牧場ごと買い取ってやる」と侮辱していた。カザマゴールド、カザマシルバー、カザマダイヤモンドなどの馬主。また、（シルフィードに限らず）他の出走馬をペースを乱すラビット行為により潰すためや、賞金獲得のため、1つのレースに（2頭以上を出走させる）多頭出しすることもいとわない性格でもある。そのため、観客からも卑怯な馬主として認知されている。
所有馬には基本“カザマ”の冠名を付けるが、付けない場合もあり、前述のように多頭出しする際にカモフラージュのために、“カザマ”の付かない馬を出走させる場合がある。前述通りの卑怯な馬主ではあるが、“カザマ”の名が付く馬で日本ダービーに勝つという馬主として真っ当な夢も持っている。
サラディン
イギリスの資産家。いわゆるオイルダラー。城のような別荘と広大な敷地に、300頭以上の馬を所有する。ラシューバの馬主。自分でも乗馬をたしなむ。岡とは数年来の友人で、日本の競馬のレベルを否定しているサラディン自体も岡の手腕は当初から評価している。
アラブのある王国の三流貴族であり、父が上流貴族に諂わないと生きて行けなかったため、居心地の悪い祖国を離れて勉学のためにアメリカへ留学した。しかし親友ごかしに近づいた友人がただ自分の父親の人脈を利用していただけだと知り、怒りのあまり彼を殴り倒し、これが原因で大学を中退。その翌年の父の死後にその跡を継ぐ。名誉やロマンと言ったレッテルを憎み、叩きつぶすことを生き甲斐とする。競馬のトロフィーには興味が無く、一応自室には置いておいてはいるが、大金を積んでキングジョージ6世&クイーンエリザベスステークスの優勝トロフィーを買い取ろうとした客に対して、こんなものはタダでやるから拾えと別荘の窓から放り投げる行動に出た。
一方で人生の壁を破れずにいるという劣等感も持ち合わせており、カルヴァンの策略さえなければ凱旋門賞の栄光は確実であったラシューバが凱旋門賞の1着争いから脱落しかけていた時は心が折れそうになっていた。
最初は勝つためなら持ち馬の命も厭わない非情な性格であり、主力馬のラシューバでさえも勝つためなら死なせると豪語していた。また、駿のことを馬を甘やかす三流騎手と見下していた。だが、シルフィードの活躍に触発されたマルセルの足の回復ぶりや凱旋門賞でのラシューバの奮闘、およびカルバンの馬主としての悪行を目にして馬を愛する心に目覚め、凱旋門賞後に馬主資格をはく奪されたジェフの持ち馬を全て引き取った。
ジェフ＝カルバン
アメリカの牧場主。カルバン牧場を叔父から受け継ぐ。残忍な性格で、馬は馬主の自由に殺せるものだという認識を隠そうともせず、馬に対する愛情はまさしく皆無である。容赦なく馬に暴行を加えることを調教方針とする、岡とルーサーの見出したラビアンローズのセリ市を妨害して売れ残るように仕向けて薬殺しようとする、後にはラビアンローズを買い取り酷使して早死にさせる、バルベスからリュミエールを借用書の契約内容を盾にだまし取る、殺処分を待つ馬の断末魔の収録されたテープを聞かせて出走する馬を不健全な形で奮い立たせる、狂暴なザンジヴァルを使って未必の故意でラシューバに重傷を負わせる等、悪行は枚挙に暇がない。自分に対する持ち馬ですらも思い通りに勝たなければマスコミの前で「クズ馬」と扱き下ろし、関係者の人命を生命保険の掛け金よりも軽視する発言を公然と行うなど、態度も露悪的そのもので馬主以前に人間として問題のある歪んだ性格の人物。競馬関連以外では岡と喧嘩をして彼の両眼を失明させている。
元々馬主としての評判は最悪であったが、凱旋門賞の後、持ち馬全てに虐待をしていたことを理由にアメリカ馬主協会から馬主資格を剥奪され、競馬界に居場所を失う。
後藤 一弥（ごとう かずや）
全国に50以上支店を持つ大手銀行「一信銀行」オーナー。日本の馬主の中ではナンバーワンの資産家。小蒼竜（シャオツァンロン）の馬主。
競馬はビジネスとの信条を持ち、悪人というわけでもないが馬に関しては冷徹な利益の計算だけで動き、馬への愛情の必要性を否定しており馬のこと自体は「走るしか能がない」と寧ろ嫌っている。菊地には岡が炎なら後藤は氷と形容されている。菊花賞では馬への愛情と信頼の有無の差で勝利を逃したという描写がある。
氷沼 蒼人（ひぬま そうじん）
ヒヌマ牧場オーナー。ヒヌマボークの馬主。岡恭一郎の目標とする人物であり、「馬を見る神様」とも呼ばれる。穏やかな性格の人格者でもあり、人を見る目も持っている。有馬記念では平地で未勝利の新人である島村圭吾をヒヌマボークの騎手に抜擢する。その後も圭吾とは親しく接しており、天皇賞・春には島村一家を京都競馬場に招いている。
50年前茨城県の山中を切り拓いてヒヌマ牧場を興す。独自の育成法で成功を収めるが、第二次世界大戦で家族、馬を失い牧場も荒れ果てる。軍の徴用を免れた1頭の芦毛馬（ヒヌマボークの祖）と共に再出発し日本競馬界の範となる。
倉杉 太郎（くらすぎ たろう）
キュータの馬主。名前の通り暗すぎる性格で、キュータの生まれた年に妻に逃げられる。息子は克弥。
借金のためキュータを売る寸前まで追い込まれる。おまけに2歳までに覚えさせなければならない鞍付をやらないまま菊地厩舎にキュータを送り込む。結局バレるが、その時の言い訳は「言ったら預かってもらえないから」で、当然ながら菊地は（コメディータッチなシーンではあるが）激怒した。

### その他
菊地 正太（きくち しょうた）
シルフィードを管理する調教師にして駿の恩師、調教師生活20年目のベテラン。駿を時に厳しく指導し、時には優しく諭す。酒を手放さずいつも赤ら顔だが、シルフィードやバロン等とかく人気になる馬を育て上げたりするなど、その腕は確か。また、関係者ではない一般の競馬ファンからも人望が有り、ダービーで駿を乗せるための直談判に農務省（:連載当時、現・農林水産省）を訪れた時にも大勢から応援を受けている。岡の協力もあったものの、結果的に特例で騎乗できる事になったのはファンの後押しによるものである。反面、自厩舎以外の馬はあまり興味が無いらしく、天皇賞（秋）を勝ったヒヌマボークの事もあまり知らなかったほど。新し物好きの一面もあり、パソコンを使ってレースのシミュレーションをしていた事もある。一方で海外遠征には過去の事例から否定的であり、シルフィードの海外遠征も修一郎とのやり取りもあって当初は反対していた。なお、作者本島の師匠はきくち正太であり、単行本最終巻ラストにも名前が出ている。
森川 弓子（もりかわ ゆみこ）
駿の母。こうと決めたらてこでも動かない頑固な性格の持ち主で、夫の修一郎に対しても一歩も引かない。身重の状態で牧場の仕事を頑張り過ぎたことが祟ってか、駿を難産の末出産し死去。
彼女の死は、生後直後に修一郎に殺処分されるのを待つばかりであったシルフィードを助けようとした駿が修一郎を「シルフィードがサザンを殺して生まれたのであれば、母ちゃんが死んで生まれた俺も人殺しじゃないか」と説き伏せる材料となった。
松造（まつぞう）
森川牧場の従業員。駿が生まれる前の先代の社長の頃から当牧場に所属。地方出身なのか、話し方に訛りがある。
駿を「ぼん」と呼ぶ。父親以上に駿をかわいがっている描写があり、修一郎が浅屈腱炎で立ち上がれないでいたシルフィードに焼烙を施そうと提案したときには、駿のシルフィードへの献身的な看病を間近で見ていた立場から、当初は真っ向から反対した。
その一方で修一郎が駿に話さないでいた事情や気持ちを代弁したこともある。
シルフィードが菊地厩舎に入厩してからは駿とシルフィードを心配してよく臨時で菊地厩舎へ手伝いに行っている。
妙子（たえこ）
駿と真雪の出身中学、明生学園中学校の国語教師。笑顔が駿の母に似ており、駿はほのかな憧れを抱いている。シルフィードの名付け親。
競馬のことはほとんど知らなかったが、駿を通じて谷村と知り合い、皐月賞では手製の横断幕まで用意して応援していた。日本ダービーでは谷村の病室で一緒にテレビ観戦、後のシルフィードのレースでも彼の傍に寄り添って観戦する等親密さが増していき、最終話近くで結婚。
真雪（まゆき）
駿のガールフレンド。気が強く、駿と受験した千葉県立第一高等学校に簡単に合格できるほどの成績だった。
医者の父が持ち馬を森川牧場に預けている。名前はマユキビューティー。
シルフィードのデビュー以降はファッションがどんどんと派手になっていく。単行本20巻の表紙では、ジャンヌダルクを彷彿させるスタイルでシルフィードにまたがって登場。
マルセル・レヴィ
父の仕事の関係で日本に住んでいたことのある少年。
引っ込み思案で編入先の日本の小学校に馴染めず、唯一の心のより所であった母を交通事故で失い、自らも右足に重傷を負い歩行困難となる。テレビでシルフィードを見たマルセルは母の命と引き替えに生き残ったシルフィードに自らを投影して生きる希望を見出す。シルフィードの勇姿を間近に見た後はリハビリにも賢明に取り組み、ついには歩けるようになる。シルフィードのレースを現地で観戦した時点では既に右足は完治していたが、心理的な要因からギプスを外せず松葉杖を手放せずにいた。シルフィードのレースを観戦する中で勇気を受け、レース中に松葉杖無しで歩けるようになった。最初サラディンからはシルフィードを応援していることを笑われたが、そのシルフィードをひたむきに応援する姿はサラディンの心を揺り動かした。
父は新聞記者のアルベール・レヴィ。
シモン＝バルベス
バルベス牧場牧場主。大学教授であり、発明家でもある。趣味で競走馬の育成を始める。一見珍妙な訓練方法を数々開発し、それでいてそれまで実績が無かったため、周囲からも「ほらふきバルベス」と嘲笑されていた。岡の知り合い。岡と同レベルの相馬眼は持っており、今まで実績がなかったのは岡曰く訓練方法のレベルが高すぎて付いてこられる馬がいなかったから。凱旋門賞へ挑戦するシルフィードの特訓に協力する。5年前リュミエールをカルバンにだまし取られる。ロザリーという娘がおり、かつては一緒に馬の世話をするなど応援する側であったが、世間から嘲笑される自身を見かねて牧場経営から手を引くように説得し、自身がそれに応じなかったため出て行ってしまった。
ルーサー
カルバン牧場の従業員。雇われの従業員であったため生産者として永らくチャンスを貰えずにおり、酒浸りの生活を送っていた。岡と出会った頃は酒の飲み過ぎで体調を崩しており普段から嘔吐していたが、ラビアンローズを見出したことで希望を取り戻し、酒を止めて岡と共にラビアンローズの育成に取り組んだ。しかしラビアンローズはカルバンの妨害によってセリ市で売れ残り、岡に希望を託す形で病没。
山根
調教師。ユメノタローを調教しており、実の子供のように可愛がっている。馬糞を食べて馬の調子を判断することもある。
半田 雄二（はんだ ゆうぞう）
週刊レーシングホース記者。
村上（むらかみ）
週刊レーシングホース記者。シルフィードを応援している。
鷹津 希一（たかつ きいち）
通称「鬼」。「鬼一」とも呼ばれる。千葉県の奥地に住む馬のスペシャリストで、一見不潔な印象だが、削蹄から調教、治療まで何でもこなす。が、気難しく、馬より利益を考える相手は追い返してしまう。シルフィードの事を第一に考える駿の事は気に入り、シルフィードの体型を斜めに切る削蹄によって矯正した。シルフィードの名前をうまく発音できず、「しるひど」と呼んでいた。
星野スミレ
レポーター。
ルーク＝アボット
シモン＝バルベスの説明、およびレクター＝アボットの回想の中でのみ登場。
イギリスの王室騎手であるレクター＝アボットの一人息子で、アボット二世と騒がれたほどの実力の持ち主。
幼い頃に母を亡くし、唯一の肉親である父アボットに厳しく指導されながら実力を身につける。
デビュー戦を勝利で飾ったものの、労いの言葉ではなくレースでのガッツポーズを激しく叱責された事から父に反発し家出、ヨーロッパ中のレースをオートバイで転戦し、勝利を重ねていく。
なおも自分を認めない父を黙らせるべく、父アボットが唯一制覇していない前年開催の凱旋門賞への出走を決意。寝る間を惜しんでレースを毎日こなしつつ、父に勝てる馬をヨーロッパ中探し回る。
そしてエディウスという逸材の競走馬を発見し、父に挑戦するはずだったが、凱旋門賞の2日前に連戦の疲れから運転を誤り事故死。2日後はP・エドガーという騎手がエディウスに騎乗、そして圧勝した。
亡くなった当時は19歳。現在の駿と同じ年齢だった。

## 競走馬
シルフィード
森川駿と並ぶ、この作品のもう一頭の主人公。白に近い芦毛がトレードマーク。
少し臆病で大人しい性格だが頭はよく人間慣れしており、ここぞと言う時の勝負根性はずば抜けている。脚首の返しが鋭く、走る際に前脚と後脚がぶつかるというシンザンと同じ特徴を持っている。平たく広い蹄を持っているので、スピードが出る代わりに雨の重馬場で滑りやすい弱点がある。また、体形の重心が後ろに偏っており、それによってスタート時に後ろ足が持ち上がってしまい必ずスタートが遅れるという弱点もあったが、後に克服した（後述）。
父は黒鹿毛だが、母である桜花賞3着馬サザンウィンドは芦毛で、毛色は母譲り。馬名の「シルフィード」とはフランス語で「風の妖精」の意味で、駿の教師だった妙子が考案。シルフィードの母親譲りの強烈な末脚は「白い稲妻」と称されている。実際の競走馬であるシービークロス・タマモクロス親子も「白い稲妻」というニックネームで呼ばれている。
生まれたときに浅屈腱炎という故障を抱えていたことから、競走馬としての未来を絶望視され、薬殺処分されかかったところを駿に助けられ、以後騎手を志した彼とともに成長していくこととなる。
セリ市に出た時点では浅屈腱炎を抜きにしても小柄で痩せっぽちで馬格に優れず、駿以外はその可能性を評価することはなかった。
3歳で菊地厩舎に入厩、母親譲りの末脚「白い稲妻」でデビューから2連勝を飾るが、当初は仔馬時代にいじめられたトラウマからなる馬に対する恐怖心を克服することが課題であった。最終的にテツローとの触れ合いで馬への恐怖心は克服。朝日杯3歳ステークスでは妨害もあり、宿敵マキシマム、カザマゴールドに続く3着に終わる。なお、この年は駿がデビュー前であったため、厩舎の先輩騎手である谷村建太郎が騎乗した。
4歳時はクラシック路線に進み、スプリングステークスでは駿との初コンビで制覇する。続く皐月賞は、駿が勝利数不足で規則により騎乗できないため谷村が手綱を取るが、ゴール直前で落馬失格。そのときの負傷を克服しトライアルのNHK杯に勝利する。中央競馬会から特例で認められた駿とのコンビで挑んだ日本ダービーでは、1cmという僅差でマキシマムに敗退する。夏は九十九里浜での特訓を積み、秋になると、神戸新聞杯を負傷から復帰した谷村で制して菊花賞へ挑む。その菊花賞では三冠のかかったマキシマムとの死闘を制しついにGI馬となる。続く有馬記念では、後脚に重心が寄っていてスタートで差がつく弱点を後脚を鍛え上げてラストスパートを二段式とすることで最強古馬・ヒヌマボークと闘うがヒヌマボークの2着（マキシマムと同着）に抑えられる。
明けて5歳、後脚を鍛え上げてしまったことで鬱血した黒い血が発生してしまうが、体型自体を希一に削蹄で直してもらって克服し、阪神大賞典1着を経て、気迫が抜けていた点も宿敵マキシマムとの併せ馬で克服した後に天皇賞（春）でヒヌマボークと再戦、これを破り、夏季休養で北海道に訪れた際に岡から夢を託されて凱旋門賞を目指しフランスに渡る。初戦こそ欧州最強馬・ラシューバの2着となるが、続くドーヴィル大賞典で海外レース初勝利を飾る。凱旋門賞では、左目失明というハンデを乗り越え1着となり世界の頂点に立った。凱旋帰国後、「(シルフィードと父ちゃんが)元気な内に父ちゃんの元へ帰したい」という駿の意向によって、出走予定であったジャパンカップの1週間前に引退する。
通算成績は15戦10勝（うち海外3戦2勝）。脚質は（出遅れ癖も有ったりしたため）基本的に追い込みだが、NHK杯辺りからは他馬がシルフィードのスピードについていけなくなり、早々と脱落したりして結果的には先行していたり、阪神大賞典や凱旋門賞では勝つために逃げの作戦をとった。
人間以外の動物間では、ウサギのテツローも友達である。また、ライバルのマキシマムとはパドックでにらみ合う等、競い合う場面では対抗心を燃やすが、それ以外では友情を見せる一面も有る。
何度負けても挑み続け、最終的に世界の頂点に立ったその能力は次作「蒼き神話マルス」においてマキシマム（ディングル血統）が勝って強くなるならシルフィード（の血統）は負けて強くなると評されている。
引退後は種牡馬となるが、その直後突然の交通事故により急逝。飛び出したウサギのテツローをトラックから守るために自らが盾になった形であった。繋養されたのは、わずか1世代（初年度のみ）、種付け頭数1頭（後述のシズカ号のみ）。産駒はシルフィードJr.、シルフィーナの双子のみとなった。
マキシマム
シルフィードの宿命のライバル。馬主は岡恭一郎、主戦騎手は夕貴潤。父は名種牡馬ディングル、母は凱旋門賞を制したレイクフリーズという超良血で、セリ市では3億円という記録的高値で取引された。続編「蒼き神話マルス」の設定では生産は紅堂財閥が関わっていた模様。一見無表情だが、その内にはシルフィードにも劣らない闘志を秘めている。人呼んで「闘神」。岡が課す厳しいハードトレーニングによってビルドアップされた馬体が武器で、作中でも度々鍛えられた馬体が強調される。額の星に似た形の白い毛がトレードマークであり、「最強の証」とも称された。
岡はセリ市でマキシマムを見掛けるなり見た目だけで才能を見抜き、血統も確認しないまま風間に対抗して3億円を出した。
デビュー後は岡の期待に応え、朝日杯3歳ステークス、皐月賞と順調に勝ち進む。続く日本ダービーでは三度目の対戦となるシルフィードに苦戦するが、驚異的な底力で差し返し辛勝。無敗の二冠馬となる。菊花賞ではトライアルのセントライト記念で初めての敗戦を喫した小蒼竜（シャオツァンロン）を競り落とし、シルフィードとのマッチレースに持ち込むが惜敗し、三冠の夢は絶たれた。続くグランプリ有馬記念ではシルフィードとともにヒヌマボークに挑むが、死闘の末2着敗退（シルフィードと同着）。またこのレースで予後不良同然の骨折に見舞われるも夕貴や岡の尽力とマキシマム自身の気力、ライバルシルフィードの見舞いもあり、手術の結果一命は取り留める。しかし、馬主である岡の意思により そのまま引退した。その後も「種牡馬になったからといってブクブク太らせるのは主義ではない」という岡の意向によりトレーニングは怠らず、天皇賞・春（この時岡がわざわざ北海道から美穂まで連れてきている）や凱旋門賞に向かうシルフィードの調教時の併せ馬の相手も務める事になる。
通算成績：7戦4勝。脚質は、主に先行（逃げ馬のカザマゴールドや、菊花賞で道中の先頭争いをしたシャオツァンロンがいるため、当然と言えば当然である）。引退後は種牡馬となる。
カザマゴールド
風間社長の持ち馬。スタートから一気にハナを奪い、そのまま逃げ切る戦法を得意とする。戦績的にはマイラーのようだが、2500mの有馬記念でも上位入線するなど、それなりに距離の融通性はある。マキシマムで岡に競り負けた風間が彼に対抗して2億円で落札。
朝日杯3歳ステークス2着、古馬になり東京新聞杯優勝。その後本来は適距離である1600mのレースに出走するはずが、風間のシルフィード潰しの目的のためだけに天皇賞（春）に出走するが惨敗。主戦騎手は宇南正洋。
小蒼竜（シャオツァンロン）
瞬発力と加速力を誇る関西の秘密兵器。馬主は後藤一弥。毛色は青鹿毛で、それにシルフィードにもひけを取らない末脚もあって、「蒼い刺客」と呼ばれる。主戦騎手は葵兵馬。馬柱やレーシングプログラムでの表記は「シャオツァンロン」となる。
血統的には完全なステイヤーで、それに加え栗東トレセンの坂路コースで鍛えられた。スピードを出すのに向いた細身のプロポーションをしており、独特の走法は「バタフライ走法」と呼ばれ、岡からはスピードとスタミナは並外れていると評価される。なお、岡は、シルフィードはスピリットがずば抜けている、マキシマムは全て揃っているとしている。レース中はスタミナが尽きるまで疲れを見せないので、最後までトップスピードで走れるが、いざ尽きると一気に失速する。
函館記念で1歳上の日本ダービー馬を5馬身差の2着に下し。セントライト記念でマキシマムを2.3秒差の2着に下し圧勝した（ただし、この時のマキシマムは3000Mでの世界レコードタイムペースである1F12秒3のペース配分訓練のため、全く相手にされていなかった）。菊花賞ではあまりの暴走に遂に限界を迎え失速。1着のシルフィードからハナ+10馬身差の3着に敗れる。
ヒヌマボーク
芦毛の馬で、シルフィード、マキシマムより1歳上。馬主は氷沼蒼人。主戦騎手は島村圭吾。
新馬戦で2着に15馬身の差をつけて圧勝するもあまりの力強さに脚が耐えきれずに骨折し、その後、3歳、4歳の時は一切レースに出場できなかった。そのため、復帰までの間は無名であった。5歳で復帰からしばらくは闘争心を抑えるためにブリンカーを着用していたが、それでも二番手をスタートからゴールまで最低限度の一馬身差に抑え込む戦法で毎日王冠と天皇賞（秋）を連勝。ブリンカーを外して臨んだ有馬記念ではシルフィード、マキシマムらの4歳馬を退ける。翌年は中山記念に勝利し、天皇賞（春）ではシルフィードの2着。秋はシルフィードの引退後のジャパンカップで、ラシューバとの一騎討ちを制した。ブリンカーの下の瞳は常に充血していて、燃え上がるような真紅に輝いている。
全身に満遍なく筋肉の付いたバランスの良い体型で、後脚に重心が傾いていた(有馬記念時点)シルフィードとは対照的である。また、気位も高く、騎手から指示を受ける事を嫌うため、そうした傾向が強い一流騎手ほど相性が悪かったが、逆に馬の意志を尊重して走らせる圭吾の事は気に入り、天皇賞・春の頃にはヒヌマボーク自身が圭吾のミスをカバーする、逆に圭吾がヒヌマボークの意志をくみ取ってそれまで使われたことのなかった鞭を入れる等、互いに強い信頼関係を築いた。
馬名にある「ボーク」とはロシア語で「神」の意味。蒼人曰く、他馬を抑え込む一馬身差はヒヌマボークにとっては神の領域。
ラシューバ
2歳馬並の小柄な馬ながら100kg以上体重差のある馬を後ろから強引に弾き飛ばして抜け出すほど凄まじい力を持つ（サラディン曰く王者の走り）。シルフィードと同齢。英国クラシックの頂点エプソムダービーを20馬身差で優勝後、翌年のキングジョージ6世&クイーンエリザベスステークス優勝、この時点で10戦10勝（1年越しで正式な達成とはならないが、凱旋門賞で欧州三冠がかかっていたことになる）。GIIレース「PRIX DE POMONE（プリ ドゥ ポモナ）」ではシルフィードと激突しシルフィードの左目を失明させた。主戦騎手はD・D。
凱旋門賞直前の併せ馬でザンジヴァルに肩を食いちぎられる重傷を負うも、凱旋門賞に強行出場する。凱旋門賞ではグランプリロードで観衆に手負いで痩せこけた姿を晒し、レース中はその状態にも拘らず、サラディンが教えた通りに他馬を強引に弾き飛ばしていく走り方を行ったゆえに、馬体が血だらけの状態で目も虚ろになりながらも、不屈の闘志とD・Dの手腕でレース終盤には3番手まで上がるが、残りの闘志をシルフィードに受け渡す格好で、D・D自身が当馬にそれ以上無理をさせることは無かった。その姿に馬主のサラディンは、人生の壁を破れずにいたと感じて折れかけていた心を動かされた。傷も癒え、同年のジャパンカップに出場しヒヌマボーク（優勝）と写真判定の末、鼻差の2着。
ザンジヴァル
「人喰い（カニバル）」の異名を持つ。厩務員を2人ほど噛み殺している。馬主はジェフ＝カルバン。父はアトラニウス（英ダービーを含む20戦20勝）、母はラグルーン（英オークス馬）。カルバンは両親の買い付けに6千万ドル(当時の日本円にして60億円)を費やしている。
桁外れに獰猛な性格で通常時は顎などへの拘束具が必須で、一見するとその気性からトレーニングもままならないようにも見え、ただ併せ馬で抜かれそうになっただけでラシューバの肩を噛みちぎった。だがただ凶暴なだけでなく、20頭で行った模擬レースでは前半平凡なタイムながらも後半に馬群をこじ開けてシルフィードばりの末脚を見せ、当時の凱旋門賞の記録に迫るタイムを記録。本番の凱旋門賞ではシルフィードと熱戦を繰り広げていたどころかアボットの勝利への徹底的なまでの好騎乗もあって実質勝利していた。アボットによると元々は臆病な性格で、凱旋門賞でもゴール直前にシルフィードの気迫に押されて進路を譲るなど臆病な本性を見せた。カルバンに角材のようなもので背部を殴打されるなど虐待されていたようで、レース後にはひどいミミズ腫れが浮かんでいた。凱旋門賞後カルバンが馬主資格を剥奪されると、サラディンに引き取られ、引き続きアボットが騎乗してジャパンカップにも出走。
サザンウィンド
桜花賞3着。オークスは距離適性から20着に惨敗。「奇跡の末脚」と呼ばれ、また芦毛のため、馬名から連想される「白い風」とも呼ばれた。若干臆病だが頭が良く、この性質はシルフィードに遺伝した。引退後、森川牧場にて繁殖場生活に入る。
ユキカゼ産駒のシルフィードを産むが難産のため死んでしまう。
以降、作中では“シルフィードは母親（サザンウィンド）似”と言う設定で進行して行く（シルフィードの父の影響がほとんど登場しない。次作「青き神話マルス」では勝つために死に物狂いで首を伸ばす闘志は父親譲りとされる）。
バロン
菊地厩舎所属。シルフィードと同厩の2年先輩の馬。好奇心が強く、馬格にも優れて頑丈が取り柄で、初対面で緊張のかたまりだったシルフィードに甘噛みするなどスキンシップも図ったり、馬懐っこい。シルフィードとは彼が入厩時の頃からの仲で、お互いに調教時の併せ馬、及び地方遠征時の帯同馬。
多くの、2着・3着の好成績を残すが今一歩。そのため、常に馬券（連載当時の買い方で、2着なら連勝複式と複勝式・3着は複勝のみ）に絡むレース結果を演出するので熱烈なファンもいる。作中では、2着になった数では日本一とのこと。
気まぐれで臆病。このため、最後方からの追い込み一辺倒の脚質だった。また、雨の不良馬場だと落ち着きを無くすことから、晴れの良馬場が好走の条件と思われていたが、引退レースの札幌記念で騎乗した浜野幹也は、レース前にバロンの世話をするうち、同馬の蹄（ひづめ）の彫り（凹凸）が深く、馬場が重く（道悪に）なればなるほど競走馬としての能力を発揮できることに気づいた。果たしてレースでは、大雨の不良馬場の中スタートダッシュに成功し、抜かれるとダメなら得意な不良馬場で逃げ切ってしまえばいいという作戦の下、そのまま逃げ切りを図るが、最後の直線で浜野が大歓声に怯えてバランスを崩し他馬にかわされる。いつもなら抜かれたショックでやる気を無くすバロンだが、信頼する浜野のために自ら闘志を振り絞って差し返して優勝、有終の美を飾る。なお、浜野にとってはデビュー3か月にして初騎乗だったが、初勝利を重賞で飾る。浜野とお互いに恩返しをし合う結果となった。
引退後は、使い減りしない体力とケガも病気もしない丈夫さを買われてか種牡馬になる。代表産駒は（続編に登場する）コバロン。
ユメノタロー
山根厩舎所属。デビュー当時は下痢ばかりして体格も悪く、まるで勝てなかったが、山根調教師の世話の甲斐あって体調を戻す。
4歳未勝利戦で駿が騎乗し、1番人気のサニアキャザリーンにクビ差の2着と健闘する。以後はこの馬を見直した柴岡が主戦騎手となる。スプリングステークスでシルフィードの2着。日本ダービーではマキシマム、シルフィードには大差を付けられるも並み居る強豪馬を抑えて3着入線。その後も渋い活躍で人気が出て有馬記念にも出走している。
キュータ
馬主は倉杉太郎。気性が荒く、幼駒の頃に克弥をかばって背中を蹴りつけられて重症を負った経緯から鞍を乗せることを嫌がる。自分がライバルと認めた馬とのレースの時だけ他のいかなる事も気にしなくなるほど闘志を燃やしレースに集中する、負けず嫌いな馬。倉杉の一人息子・克弥には大人しく従う。「ソラの名人」という不名誉なあだ名で呼ばれ、レースが近付く度に見込みなしの暴れ馬として記者や競馬関係者筋に笑われていた。才能には非常に優れ、後述の2つのレースでの1着はいずれも碌にトレーニングしないまま得ている。
駿が紐から徐々に太い物に変えていって鞍付けにならす、前述のレースに集中させるための手段を見つける等、悪戦苦闘の末に新馬戦に勝利し、天皇賞（春）後に帰厩するも丸々と太った状態で、更には駿さえも乗れない事からその気性を抑えるために、負けたら騸馬と言う条件の下、ニュージーランドトロフィー4歳ステークスに登録。太った外見は実際には筋肉の塊であり、一日二十キロの歩行で余計な贅肉を落とし、更に強豪であるパトリオットとぶつける事で強敵との戦いに集中するあまりに騎手を背に乗せる事を気にしなくなったことで無事に出走し、大差で勝利した。その勝ち様に菊池も「これで騸馬にしたらこんなすげえ馬の仔を作れなくするつもりかと調教師仲間に馬鹿にされる」と評した。
リュミエール
バルベス牧場で1年目に生まれた馬。その才覚にバルベスも大いに期待をかけていたが、同じく目を付けたカルバンにだまし取られ、連れ去られてしまう。カルバンに虐待まがいの調教を受け人間不信に陥る。ドーヴィル大賞典で2着に敗れた際、無謀な追い込みにより脚を骨折。レース後、骨折の痛みで暴れてカルバン陣営の手に負えない状況となったが、コースに立ったバルベスの呼びかけにより正気に戻った。予後不良は誰の目から見ても明らかであったが、最後はバルベスが引き取り手厚い看護の末に安楽死処分となった。
グラングローリー
シルフィードと同じタイプの追い込み馬で関西では「黒いシルフィード」と呼ばれている。4連勝してNHK杯に出走したがシルフィードの2着に敗れる。日本ダービーでは4着入線した。神戸新聞杯では先行しゴール寸前まで先頭グループで粘りシルフィードを苦しめ上位入線した。
ガルバルディ
吉原泰人が阪神大賞典まで騎乗していた愛馬で長距離の逃げ馬。泰人の1ハロン毎に12秒→13秒→12秒…とペースを切り替える事で結果的に3000Mを逃げる平均ペース12.5秒を作り出し、かつ他の騎手に「ハイペースで逃げている」と思い込ませる「逃げの魔術」により、好走を続けてきたが、阪神大賞典では駿に全く逆のタイミングで同じペースを作る事でガルバルディにプレッシャーを与えてペースを乱し、更に泰人自身の体内時計をも狂わせる返し技を使われた事で窮地に陥る。途中で駿の若さに触発された泰人が剛腕を復活させて強引に逃げ切りを図るも最後に剛腕までも返されて敗れた。
メタルガン
1600mまでしかもたない短距離専門馬いわゆる「スプリンター」だが吉原泰人たっての希望でガルバルディから乗り換えて騎乗（ガルバルディとメタルガンは同じ馬主の持ち馬である）し彼の引退レースとなる天皇賞（春）に出走、前半1600mをレースとは言えないほどのスローペースで最後方に待機してスタミナを溜め後半1600mで勝負に賭けて距離を克服し、シルフィードとヒヌマボークとの写真判定までもつれる好走をしたが僅かな差で3着に敗れる。
パトリオット
アメリカ生まれの外国産馬、ニュージーランドトロフィー4歳ステークスまで5戦5勝で全てのレースで10馬身以上の大差で圧勝し「幻のダービー馬」と呼ばれている。ニュージーランドトロフィー4歳ステークスではキュータに5馬身差の2着に完敗する。
ラビアンローズ
岡がカルバン牧場で出会った馬で、ルーサーにとっては秘蔵っ子となっていた。並外れた柔軟性を持つ才能のある馬であったが、岡とルーサーを疎んじたカルバンの妨害によってセリ市で売れ残るように仕向けられ、「クズ馬」として薬殺されそうになった。後に他の馬主に1000ドルではあったが買い取られ、そのあとカルバンが買い戻した。ブリーダーズカップ・クラシックを制覇した際にはその活躍を見届けた岡を自分の目に狂いはなかったと喜ばせた。しかしカルバンに、通常の5倍のペースでレースに出走させるなど誰もが虐待と認めるような酷使をされた結果、ブリーダーズカップを制した直後に衰弱死。この成果でカルバン牧場は大きく成長したが、カルバンにとってラビアンローズはビジネスの駒でしかなく、最初から賞金のために早死にを辞さず酷使していた。
レッドキッド
岡の元持ち馬で、岡が最初に結果を出した馬。新人の馬主であった頃の岡は競馬界に相手にされず、やがて牧場の職員の給料も払えず解雇し、馬の養育費にも困る状況で、絶望の中自棄酒を呷る日々であった。そんな中、牧場に生えていたヨモギを食べてでも生き抜こうとしていたレッドキッドに岡は強い意志を感じ、他の馬を売却して養育費を捻出。以降レッドキッドは連戦連勝を重ね、日本ダービー制覇を目前としたが、まだ馬の扱いが未熟であった岡は短い期間に7戦を走らせて酷使してしまったため、放牧中に骨折して予後不良となる。
シズカ
現役時代の戦績は6戦4勝、牝馬。岡が連れてきたシルフィードの生涯唯一の花嫁。血統的にもシルフィードと相性が良い馬として岡に考慮されている。それまで牝馬とはほとんど接したこともなかったシルフィードは一目でべたぼれだった。種付け後は設備の良いオカ・ビッグ・ファームで繁用されているが、悲しむシルフィードに配慮されて毎月写真パネルが送られていた。しかし、皮肉にもシルフィードが事故にあったトラックはその写真パネルの運送業者の物だった。

## 連載当時の背景
- 1988年に競馬をテーマとした映画の『優駿 ORACION』が公開された翌年、バブル景気と「芦毛の怪物」オグリキャップなどの名馬の活躍により競馬ブームが起こり始めた1989年に本作『風のシルフィード』は「週刊少年マガジン」で連載が開始され、当時としてはめずらしかった長編競馬漫画として人気を博した。結果的には後に『みどりのマキバオー』、『じゃじゃ馬グルーミン★UP!』、『蒼き神話マルス』、『優駿の門』と、四大週刊少年誌で競馬漫画が同時期に連載され、この作品が競馬漫画隆盛の呼び水となっている[2]。
  - 特に『みどりのマキバオー』においては、貧乏牧場の白い安馬と大牧場の良血馬という構造が共通し、戦績やレース内容も本作をオマージュしている。このことから、本作たった1作で少年競馬漫画の雛型がほぼ完成されたことが窺える。
- 連載が終了する1993年まで、日本国外のグレード競走 (GI・GII・GIII) を勝った日本調教馬はおらず、作中で菊地もそのように言及している。そして、シルフィードがGIIIのドーヴィル大賞典で日本調教馬として日本国外グレード競走の初勝利を挙げたことになっている。なお、実際に日本国外のグレード競走で初めて勝った馬は、1995年の香港国際カップに勝利したフジヤマケンザンで、そのときの騎手は蛯名正義であった。また、グレード制導入前にさかのぼれば、1959年にハクチカラが勝利したワシントンバースデーハンデキャップが、日本調教馬による日本国外重賞初勝利である。
- 連載開始当初、マキシマムはせり市で3億円という実際の競馬界でも最高額となる金額で落札されたが、連載中に現実の競馬界では3億5000万円という高値で取引されたサンゼウスが登場した。これを意識してか、作中でもサンアドニスという高額取引馬が登場し、キュータと新馬戦で対決している。
- 同一年の菊花賞終了後から有馬記念のファン投票の間まで、菊地厩舎陣営の“調教師や騎手が、その年の秋の天皇賞優勝馬（ヒヌマボーク）のことを知らなかったという現実にはあり得ない設定がある。また、騎手・島村のヒヌマボークに騎乗することになるエピソード（勝利数が不足している場合、GIレースの出走条件となる実際のルールを無視している状況）、「馬の鞍傷に塩を塗りこむ」といった現実の競走馬を扱う上では有り得ないかけ離れた表現などが、続編にあたる『蒼き神話マルス』にも共通して見られる。そもそもシルフィードが出生直後に既に抱えていた浅屈腱炎は現実には後天性の病気である。作者はマルス連載直前時に掲載された週刊Gallopのインタビューで「シルフィードを連載してた当時は競馬の事をほとんど知らなかった。無茶苦茶なエピソードもあるけど、競馬漫画ではなくスポ根物の漫画として読んで欲しい」と語っている。

## ゲーム
- スーパー競走馬 風のシルフィード（1993年10月8日発売、キングレコード、スーパーファミコン）

## 俺たちのGI(グレードワン)－小鉄と駆の大冒険－

### 概要
1996年のフレッシュマガジン1月号に掲載、『MAYA 真夜中の少女』最終巻(9巻)に収録。
作者本島が連載中に番外編として構想していたものの、実現には至らず、連載終了から2年後に発表。作中の時期はシルフィードの最終話ラストシーンより少し前と思われる。
この作品を読んだ多くの読者から、また競馬漫画を連載して欲しいというリクエストがあり、これにより続編にあたる『蒼き神話マルス』が誕生した。

### ストーリー
馬主、安城は地方競馬A-1から中央競馬のGI天皇賞・秋への挑戦を、体重570キロの大型馬のコテツ号に託していた。しかし、コテツ号はどの騎手にも一度騎乗したら断られてしまうほどの暴れ馬だった。そんな安城の元に身長180センチの騎手、竹本駆が自ら騎乗を名乗り出た。
日本一大きな騎手と馬のコンビによるGIへの挑戦が始まる。

### 登場人物
竹本 駆（たけもと かける）
この作品での主人公。身長180センチ以上。春に騎手としてデビュー。
九州出身で両親がそれぞれ調教師と厩務員の仕事をしていた為、幼い頃から馬になじみ、馬への騎乗も大人も一目置くほどの実力があり、自身も騎手が天職と信じて、中央の競馬学校に挑戦。成績自体は申し分なかったものの、高身長という見た目、および両親の体格も大きいという面接官の判断から入学を許可されず、地方の競馬学校への入学を余儀なくされた。
現在も体重50キロをクリアしており、中央競馬に自分を認めさせるという執念から、コテツへの騎乗を名乗り出る。
騎乗当初はコテツに幾度となく振り落とされるが、リーチと腕力でコテツをコントロールし、天皇賞・秋予選の毎日王冠では中央の有力馬を振り切って快勝。意気揚々とした気分で天皇賞に挑戦しようとしたものの、直後に同じく天皇賞に出る森川駿と出会う。
駿から本来のコテツは臆病な馬である事を知らされ、思わず八つ当たりしようとした事への叱責を受けて以降は、コテツへの接し方を改め、馬房の中に入って、コテツの不安を可能な限り取り除こうとした。
天皇賞では怯えてスタートに失敗したコテツの為に大外で走ることを選択。それが功を奏して順調に順位を上げていく。
最終コーナーで先頭を走る駿が騎乗するエヴァンブランカを追い抜こうというところで、中央競馬独特の雰囲気(歓声)に驚いて手綱操作を誤り、馬群に飲み込まれ、大幅に順位を落とす事に。一度は鞭をふるおうとしたものの、コテツを思いやって諦める。
最終的には一気に順位を上げ、2着でゴール。駿からは馬と心がつながった良い走りと評される。
翌年の帝王賞では大差で駿に快勝、天皇賞での借りを返した。
元ネタはじゃりン子チエの主人公チエや父親テツの苗字である竹本と笠井潔の推理小説の登場人物矢吹駆の名前から。
コテツ
この作品でのもう一頭の主人公。6歳で体重570キロ。額に三日月形の白紋がある。
竹本駆が騎乗する前までの戦績は15戦7勝。浦和競馬場で主に活動。馬主は安城で宮田厩舎に所属。
安城によれば気性が相当荒い暴れ馬で、負けのほとんどが騎手を振り落としてのレース放棄によるらしく、コテツに騎乗した騎手全員が2度目の騎乗を断ったほど。駆も騎乗した当初は幾度となく振り落とされた。
駆の騎乗により、天皇賞・秋予選の毎日王冠では快勝、天皇賞への出走を決める。
しかし、同じく天皇賞に出走する森川駿が騎乗する本命馬、エヴァンブランカ号を目の当たりにして以降は怯える様に。
駿によれば、額の白紋はコテツが仔馬の頃に他の馬から受けたいじめからできた蹄の跡との事で、それがもとで他の馬を怖がる馬になった。
エヴァンブランカとの一件以降、他の天皇賞に出走する馬にも怯える様になったが、自分の為に馬房の中に入って不安を取り除こうとする駆の姿を見て変化が生じる。
天皇賞では恐怖を克服しきれずにスタートに失敗したものの、自分の為に大外で走ることを選択した駆の想いに応えて快走。
先頭を走るエヴァンブランカを追い抜こうというところで中央競馬上独特の雰囲気に驚き、駆が手綱操作を誤ったことにより馬群に飲み込まれ、一時は順位を大幅に落とす事に。
しかし勝利よりも自分への気遣いを優先した駆の想いに奮起しラストスパート。馬群を抜け出し、エヴァンブランカをあと少しというところまで追いつめる。結果は2着だったものの、このレースを機に恐怖を克服した。
安城が逮捕されて以降は別の馬主の馬となる。
翌年の帝王賞では大差で快勝。
元ネタはじゃりン子チエの飼い猫の小鉄から。
安城 羊二(あんじょう ようじ)
コテツ号の馬主。
作中の描写から、安城商事の社長である模様。
馬への愛情より、中央競馬会への宣伝の為に馬主を務めており、天皇賞でコテツが2着になった際にはコテツと竹本駆を見限る。
後に脱税の現行犯で逮捕、中央どころか地方の馬主資格も剥奪されることになった。
宮田(みやた)
コテツ号の調教師。
安城が逮捕された後もコテツの調教師を務めていたのかは不明。
エヴァンブランカ
作中で森川駿が騎乗した馬。
前々年のダービー馬で今回の天皇賞の本命。
ラストスパートでコテツ号に追い上げられたものの1着でゴール。
翌年の帝王賞に出走していたかは不明。
森川 駿(もりかわ はやお)
風のシルフィードの主人公。ここではゲストとして登場し、エヴァンブランカ号に騎乗。
シルフィードの息子、シルフィードJr.がデビューした為に、騎手として復帰。
騎手の竹本駆よりも先にコテツ号の気持ちを見抜き、八つ当たりしようとしていた駆を叱咤。
天皇賞では駆とコテツに追い上げられたものの1着でゴール。レース後は駆とコテツの走りを見て、馬と心がつながった良い走りと評した。
翌年の帝王賞では駆とコテツのコンビに大差で敗れる。